# Marlies Heuer
 (janvier 2019).
Si vous disposez d'ouvrages ou d'articles de référence ou si vous connaissez des sites web de qualité traitant du thème abordé ici, merci de compléter l'article en donnant les références utiles à sa vérifiabilité et en les liant à la section « Notes et références ».
Pour les articles homonymes, voir Heuer.
Marlies Heuer, née Maria Elisabeth Heuer le 19 décembre 1952 aux Pays-Bas, est une actrice néerlandaise.

## Filmographie

### Cinéma et téléfilms
- 1991 : Oog in oog (nl) : Oog in oog
- 1992 : Rooksporen (nl) : La femme
- 1993 : 12 steden, 13 ongelukken (nl) : Lamère
- 1993 : Oog in oog (nl) : Eva Vink
- 1994 : Kladboekscènes : Mevrouw von Lukács
- 1995 : De schaduwlopers (nl) : Judith
- 1996 : De eenzame oorlog van Koos Tak (nl) : Monique
- 1997 : In het belang van de straat : Wies Pols-den Dulk
- 1998 : Het glinsterend pantser : Christien Duprez
- 2000 : De omweg (nl) : Bobby
- 2000 : Bij ons in de Jordaan (nl) : La mère de Karin
- 2001 : De nacht van Aalbers (nl) : Marijke Wessels
- 2002 : Russen (nl) : La fournisseuse de soins
- 2003 : Najib en Julia (nl) : Eefje
- 2003 : De passievrucht (nl) : Mère de Monika
- 2004 : 06/05 (nl) : Thera
- 2007-2009 : Gooische Vrouwen : Cecile van Buuren
- 2008 : Wijster : Marieke
- 2008-2009 : S1NGLE (nl) : Hanny
- 2009 : De laatste dagen van Emma Blank (nl) : Emma Blank
- 2011 : Seinpost Den Haag (nl) : Jose 't Hooft
- 2011 : Mijn opa de bankrover (nl) : Directeur de la Tulipe
- 2012 : Golden Girls : Lydia
- 2014 : Gooische Vrouwen 2 (nl) : Cecile van Buuren